# 금포항 (남해군)
금포항(金浦港)은 경상남도 남해군 상주면 상주리 금포마을 인근에 있는 어항이다. 2002년 8월 6일 어촌정주어항으로 지정하여 관리하고 있다. 시설관리자는 남해군수이다.

## 어항 연혁
- 예부터 금을채굴하여 연금까지 하였다고 전해지며, 마을앞 바다 모래속에 검은 쇳가루가 많이 섞여 있어 금포(金浦)라 유래되며 본래 지명은 쇳개이다.

## 어항 시설
- 선착장 L=211m, B=5.0m, 물량장 L=155m, B=14m

## 주요 어종
- 물메기, 멸치 등